# ロサンゼルス・ドンズ
ロサンゼルス・ドンズは、1946年から1949年までAAFCに所属していたアメリカンフットボールチームである。NFLのラムズがクリーブランドからロサンゼルスへ移転するよりも2週間早く誕生したので、ロサンゼルス初のプロフットボールのチームである。1949年のAAFC消滅（NFLに吸収合併）とともに、ラムズに吸収合併され、消滅した。

## 歴史
NFLの対抗団体として設立されたAAFCが8チームで設立され、その内の1つがロサンゼルス・ドンズであった。チームは、中西部・西海岸のチームで構成されたAAFC西地区に所属し、サンフランシスコ・49ersと共に西海岸を本拠地としたが、この年からNFL所属のラムズもクリーブランドからロサンゼルスに移転してきたので、ラムズのライバルチームとして、ドンズは知られている。
1944年、1945年とワシントン・レッドスキンズのヘッドコーチを務めたダドリー・デグルートが初代ヘッドコーチを務めた。
本拠地のロサンゼルス・メモリアル・コロシアムをロサンゼルス・ラムズと共に利用した。1947年のニューヨーク・ヤンキース戦ではコロシアムには82,576人が入場した。
ドンズは、強豪のブラウンズ、49ers（両チームとも1950年、NFLに合流）と同地区に所属したため、リーグ所属の4年間で一度もプレイオフに進出することがなく、1949年のAAFC消滅とともに、ラムズに吸収合併され、消滅することになった。
チームの経営は、カリフォルニアのビジネスマン、フェルナンド・ゴンザレス3世の他にハリウッドの著名人であるルイス・B・メイヤー、ボブ・ホープ、ビング・クロスビー、ドン・アメチーが加わっていた。
著名な元選手としては、ハイズマン賞受賞者のアンジェロ・ベルテリ、オールプロCのボブ・ネルソンがいる。またルー・ゲーリックの未亡人エレノアが秘書兼会計係を務めた。

## シーズン成績
Note: 勝 = 勝, 敗 = 敗, 分 = 引分
| シーズン | 勝 | 敗 | 分 | 最終順位      | プレーオフ |
| -------- | -- | -- | -- | ------------- | ---------- |
| 1946     | 7  | 5  | 2  | AAFC西地区3位 | --         |
| 1947     | 7  | 7  | 0  | AAFC西地区3位 | --         |
| 1948     | 7  | 7  | 0  | AAFC西地区3位 | --         |
| 1949     | 4  | 8  | 0  | AAFC5位       | --         |
| Totals   | 25 | 27 | 2  |               |            |